# 7673 Інохара
7673 Інохара (7673 Inohara) — астероїд головного поясу, відкритий 20 жовтня 1995 року.
Тіссеранів параметр щодо Юпітера — 3,484.